# Trudi Trueit
Trudi Strain Trueit (ur. 1963 w Seattle, stan Waszyngton) – amerykańska pisarka literatury młodzieżowej i dziecięcej, prezenterka pogody, prezenterka wiadomości. Trudi Trueit współpracuje z National Geographic Society, Simon & Schuster, Scholastic i Penguin Group. W swojej karierze napisała ponad 100 książek.

## Życiorys

### Dzieciństwo
Trudi dorastała na północno-zachodnim wybrzeżu Pacyfiku. W czwartej klasie szkoły podstawowej zaczęła tworzyć sztuki teatralne. Jej nauczycielka, pani Zielińska, pozwoliła Trueit wystawiać sztukę dla całej szkoły. W wieku 13 lat zaczęła pisać felieton dla nastolatków w lokalnej gazecie w Kent (Waszyngton). Początkowo była to jedna kolumna, która z czasem zamieniła się w cały kwartalnik.

### Edukacja i kariera
Trudi najpierw uczęszczała do szkoły średniej Kent-Meridian High School w mieście Kent. Po zdobyciu licencjatu w uczelni Pacific Lutheran University w Tacoma na kierunku dziennikarstwo telewizyjne została reporterem telewizyjnym i prezenterką pogody. Pracowała najpierw dla stacji KAPP w Yakima, a następnie dla KREM w Spokane.
Pierwszy kontrakt na książkę dostała od Scholastic, napisała wówczas serię książek o pogodzie pt. Watts Library: Earth Science (1 marca 2002). Kilka lat później opublikowała swoją pierwszą serię powieści Julep O'Toole (wydaną poprzez Penguin Group w 2007 roku). Od tego czasu opublikowała ponad 100 książek. Jej utwory są również polecane przez duże organizacje, m.in. National Library Service for the Blind and Print Disabled.
Od 2018 roku Trudi Trueit jako pierwsza osoba publikuje książki fantastyczno-naukowe dla National Geographic Society. Jej seria Explorer Academy: Akademia odkrywców złożona jest z sześciu powieści fantastyczno-naukowych opowiadających o chłopcu, Cruzie Coronado, który wyrusza w podróż, aby uczyć się w tytułowej Akademii Odkrywców (uczelni). Pod koniec każdej książki pokazane są wynalazki oraz ludzie, którzy je stworzyli, a jest o nich mowa w książce.

### Życie prywatne
Trudi wyszła za mąż za kolegę z college'u, Billa Trueita, nauczyciela w szkole średniej oraz fotografa. Obecnie mieszka w Everett w stanie Waszyngton. Trueit posiada brata, Deana Straina, po kierunku „Sales, Marketing, and Management” na Western Washington University.

## Zainteresowania
Jej hobby to szydełkowanie, fotografia i ogrodnictwo. Ma również trzy koty o imionach: Pippin, Woody i Emmylou.

## Twórczość

### Serie książkowe

#### Explorer Academy: Akademia odkrywców
| Tytuł polski                         | Tytuł oryginalny                          | Premiera oryginału   | Wydawnictwo oryginału                           | Polska premiera      | Przekład                                         |
| ------------------------------------ | ----------------------------------------- | -------------------- | ----------------------------------------------- | -------------------- | ------------------------------------------------ |
| Tajemnica Mgławicy                   | The Nebula Secret                         | 4 września 2018      | Under the Stars dla National Geographic Society | 17 października 2018 | przeł. Krzysztof Kietzman, Wydawnictwo Olesiejuk |
| Sokole Pióro                         | The Falcon's Feather                      | 19 marca 2019        | Under the Stars dla National Geographic Society | 24 marca 2019        | przeł. Krzysztof Kietzman, Wydawnictwo Olesiejuk |
| Podwójna Helisa                      | The Double Helix                          | 24 października 2019 | Under the Stars dla National Geographic Society | 13 grudnia 2019      | przeł. Krzysztof Kietzman, Wydawnictwo Olesiejuk |
| Wydmy Gwiaździste                    | The Star Dunes                            | 17 marca 2020        | Under the Stars dla National Geographic Society | 26 maja 2020         | przeł. Krzysztof Kietzman, Wydawnictwo Olesiejuk |
| Tygrysie Gniazdo                     | The Tiger's Nest                          | 5 stycznia 2021      | Under the Stars dla National Geographic Society | 14 kwietnia 2021     | przeł. Krzysztof Kietzman, Wydawnictwo Olesiejuk |
| Smocza Krew                          | The Dragon's Blood                        | 5 października 2021  | Under the Stars dla National Geographic Society | 2022                 | 2022                                             |
| Bazowane na serii Akademia Odkrywców |                                           |                      |                                                 |                      |                                                  |
| Księga Szyfrów                       | Codebreaking Activity Adventure           | 7 maja 2019          | Under the Stars dla National Geographic Society | 24 kwietnia 2019     | przeł. Krzysztof Kietzman, Wydawnictwo Olesiejuk |
| brak polskiej wersji                 | Ultimate Activity Challenge               | 5 listopada 2019     | Under the Stars dla National Geographic Society | brak wersji polskiej | brak wersji polskiej                             |
| brak polskiej wersji                 | Future Tech: The Science Behind the Story | 5 stycznia 2021      | Under the Stars dla National Geographic Society | brak wersji polskiej | brak wersji polskiej                             |

#### Secrets of a Lab Rat
| Tytuł polski         | Tytuł oryginalny                         | Premiera oryginału | Wydawnictwo oryginału     | Polska premiera      | Przekład             |
| -------------------- | ---------------------------------------- | ------------------ | ------------------------- | -------------------- | -------------------- |
| brak polskiej wersji | No Girls Allowed (Dogs Okay)             | 10 lutego 2009     | Simon & Schuster, Aladdin | brak polskiej wersji | brak polskiej wersji |
| brak polskiej wersji | Mom, There’s a Dinosaur in Beeson’s Lake | 9 lutego 2010      | Simon & Schuster, Aladdin | brak polskiej wersji | brak polskiej wersji |
| brak polskiej wersji | Scab for Treasurer?                      | 19 kwietnia 2011   | Simon & Schuster, Aladdin | brak polskiej wersji | brak polskiej wersji |

#### Julep O'Toole
| Tytuł polski         | Tytuł oryginalny                   | Premiera oryginału | Wydawnictwo oryginału | Polska premiera      | Przekład             |
| -------------------- | ---------------------------------- | ------------------ | --------------------- | -------------------- | -------------------- |
| brak polskiej wersji | Miss Independent                   | 6 kwietnia 2006    | Penguin Group, Dutton | brak polskiej wersji | brak polskiej wersji |
| brak polskiej wersji | Confessions of a Middle Child      | 1 marca 2007       | Penguin Group, Dutton | brak polskiej wersji | brak polskiej wersji |
| brak polskiej wersji | What I Really Want to do is Direct | 15 marca 2007      | Penguin Group, Dutton | brak polskiej wersji | brak polskiej wersji |

#### Books for Tweens
| Tytuł polski         | Tytuł oryginalny             | Premiera oryginału | Wydawnictwo oryginału        | Polska premiera      | Przekład             |
| -------------------- | ---------------------------- | ------------------ | ---------------------------- | -------------------- | -------------------- |
| brak polskiej wersji | My Top Secret Dares & Don’ts | 14 marca 2017      | Aladdin MIX/Simon & Schuster | brak polskiej wersji | brak polskiej wersji |
| brak polskiej wersji | The Sister Solution          | 29 września 2015   | Aladdin MIX/Simon & Schuster | brak polskiej wersji | brak polskiej wersji |
| brak polskiej wersji | Stealing Popular             | 4 września 2012    | Aladdin MIX/Simon & Schuster | brak polskiej wersji | brak polskiej wersji |

#### Detecting Disasters[a]
| Tytuł polski         | Tytuł oryginalny             | Premiera oryginału | Wydawnictwo oryginału | Polska premiera      | Przekład             |
| -------------------- | ---------------------------- | ------------------ | --------------------- | -------------------- | -------------------- |
| brak polskiej wersji | Detecting Avalanches         | 1 stycznia 2017    | Focus Readers         | brak polskiej wersji | brak polskiej wersji |
| brak polskiej wersji | Detecting Volcanic Eruptions | 1 stycznia 2017    | Focus Readers         | brak polskiej wersji | brak polskiej wersji |

#### Wild Bears
| Tytuł polski         | Tytuł oryginalny | Premiera oryginału | Wydawnictwo oryginału | Polska premiera      | Przekład             |
| -------------------- | ---------------- | ------------------ | --------------------- | -------------------- | -------------------- |
| brak polskiej wersji | Grizzly Bears    | 2 lutego 2016      | Amicus                | brak polskiej wersji | brak polskiej wersji |
| brak polskiej wersji | Polar Bears      | 2 lutego 2016      | Amicus                | brak polskiej wersji | brak polskiej wersji |
| brak polskiej wersji | Panda Bears      | 2 lutego 2016      | Amicus                | brak polskiej wersji | brak polskiej wersji |

### Pozostałe książki (wybór)
| Rok  | Tytuł polski         | Tytuł oryginalny                  | Premiera oryginału | Wydawnictwo oryginału | Polska premiera      | Przekład             |
| ---- | -------------------- | --------------------------------- | ------------------ | --------------------- | -------------------- | -------------------- |
| 2002 | brak polskiej wersji | Clouds                            | 1 marca 2002       | Franklin Watts        | brak polskiej wersji | brak polskiej wersji |
| 2002 | brak polskiej wersji | Storm Chasers                     | 1 marca 2002       | Franklin Watts        | brak polskiej wersji | brak polskiej wersji |
| 2002 | brak polskiej wersji | Rain, Hail, and Snow              | 1 marca 2002       | Franklin Watts        | brak polskiej wersji | brak polskiej wersji |
| 2002 | brak polskiej wersji | The Water Cycle                   | 1 marca 2002       | Franklin Watts        | brak polskiej wersji | brak polskiej wersji |
| 2003 | brak polskiej wersji | Fossils                           | 1 marca 2003       | Franklin Watts        | brak polskiej wersji | brak polskiej wersji |
| 2003 | brak polskiej wersji | Volcanoes                         | 1 marca 2003       | Franklin Watts        | brak polskiej wersji | brak polskiej wersji |
| 2003 | brak polskiej wersji | Earthquakes                       | 1 marca 2003       | Franklin Watts        | brak polskiej wersji | brak polskiej wersji |
| 2003 | brak polskiej wersji | Rocks, Gems, & Minerals           | 1 marca 2003       | Franklin Watts        | brak polskiej wersji | brak polskiej wersji |
| 2003 | brak polskiej wersji | Lizards                           | 1 marca 2003       | True Books            | brak polskiej wersji | brak polskiej wersji |
| 2003 | brak polskiej wersji | Turtles                           | 1 marca 2003       | True Books            | brak polskiej wersji | brak polskiej wersji |
| 2003 | brak polskiej wersji | Snakes                            | 1 marca 2003       | True Books            | brak polskiej wersji | brak polskiej wersji |
| 2003 | brak polskiej wersji | Alligators & Crocodiles           | 1 marca 2003       | True Books            | brak polskiej wersji | brak polskiej wersji |
| 2003 | brak polskiej wersji | Octopuses, Squids, and Cuttlefish | 1 marca 2003       | Scholastic            | brak polskiej wersji | brak polskiej wersji |
| 2005 | brak polskiej wersji | The Boston Tea Party              | 1 września 2005    | Scholastic            | brak polskiej wersji | brak polskiej wersji |
| 2005 | brak polskiej wersji | Gunpowder                         | 1 września 2005    | Scholastic            | brak polskiej wersji | brak polskiej wersji |
| 2006 | brak polskiej wersji | The Camera                        | 1 września 2006    | Scholastic            | brak polskiej wersji | brak polskiej wersji |
| 2006 | brak polskiej wersji | Christmas                         | 1 września 2006    | Scholastic            | brak polskiej wersji | brak polskiej wersji |
| 2006 | brak polskiej wersji | Halloween                         | 1 września 2006    | Scholastic            | brak polskiej wersji | brak polskiej wersji |
| 2006 | brak polskiej wersji | Kwanzaa                           | 1 września 2006    | Scholastic            | brak polskiej wersji | brak polskiej wersji |
| 2006 | brak polskiej wersji | Thanksgiving                      | 1 września 2006    | Scholastic            | brak polskiej wersji | brak polskiej wersji |
| 2006 | brak polskiej wersji | Chanukah                          | 1 września 2006    | Scholastic            | brak polskiej wersji | brak polskiej wersji |
| 2006 | brak polskiej wersji | Earth Day                         | 1 września 2006    | Scholastic            | brak polskiej wersji | brak polskiej wersji |
| 2006 | brak polskiej wersji | Diwali                            | 1 września 2006    | Scholastic            | brak polskiej wersji | brak polskiej wersji |
| 2006 | brak polskiej wersji | Martin Luther King, Jr. Day       | 1 września 2006    | Scholastic            | brak polskiej wersji | brak polskiej wersji |
| 2006 | brak polskiej wersji | Independence Day                  | 1 września 2006    | Scholastic            | brak polskiej wersji | brak polskiej wersji |
| 2006 | brak polskiej wersji | Valentine's Day                   | 1 września 2006    | Scholastic            | brak polskiej wersji | brak polskiej wersji |
| 2010 | brak polskiej wersji | Starfish                          | 1 września 2010    | Marshall Cavendish    | brak polskiej wersji | brak polskiej wersji |
| 2010 | brak polskiej wersji | Sharks                            | 1 września 2010    | Marshall Cavendish    | brak polskiej wersji | brak polskiej wersji |
| 2010 | brak polskiej wersji | Sea Horses                        | 1 września 2010    | Marshall Cavendish    | brak polskiej wersji | brak polskiej wersji |
| 2010 | brak polskiej wersji | Jellyfish                         | 1 września 2010    | Marshall Cavendish    | brak polskiej wersji | brak polskiej wersji |
| 2010 | brak polskiej wersji | Sea Turtles                       | 1 września 2010    | Marshall Cavendish    | brak polskiej wersji | brak polskiej wersji |
| 2010 | brak polskiej wersji | Octopuses                         | 1 września 2010    | Marshall Cavendish    | brak polskiej wersji | brak polskiej wersji |
| 2010 | brak polskiej wersji | Christmas                         | 1 września 2010    | Marshall Cavendish    | brak polskiej wersji | brak polskiej wersji |
| 2010 | brak polskiej wersji | Chanukah                          | 1 września 2010    | Marshall Cavendish    | brak polskiej wersji | brak polskiej wersji |
| 2010 | brak polskiej wersji | Halloween                         | 1 września 2010    | Marshall Cavendish    | brak polskiej wersji | brak polskiej wersji |
| 2010 | brak polskiej wersji | Thanksgiving                      | 1 września 2010    | Marshall Cavendish    | brak polskiej wersji | brak polskiej wersji |
| 2010 | brak polskiej wersji | Kwanzaa                           | 1 września 2010    | Marshall Cavendish    | brak polskiej wersji | brak polskiej wersji |
| 2010 | brak polskiej wersji | Valentine's Day                   | 1 września 2010    | Marshall Cavendish    | brak polskiej wersji | brak polskiej wersji |
| 2011 | brak polskiej wersji | Birds                             | 1 września 2011    | Cavendish Square      | brak polskiej wersji | brak polskiej wersji |
| 2011 | brak polskiej wersji | Caterpillars & Butterflies        | 1 września 2011    | Cavendish Square      | brak polskiej wersji | brak polskiej wersji |
| 2011 | brak polskiej wersji | Frogs & Toads                     | 1 września 2011    | Cavendish Square      | brak polskiej wersji | brak polskiej wersji |
| 2011 | brak polskiej wersji | Spiders                           | 1 września 2011    | Cavendish Square      | brak polskiej wersji | brak polskiej wersji |
| 2011 | brak polskiej wersji | Squirrels                         | 1 września 2011    | Cavendish Square      | brak polskiej wersji | brak polskiej wersji |
| 2013 | brak polskiej wersji | Horse Care                        | 1 sierpnia 2013    | Cavendish Square      | brak polskiej wersji | brak polskiej wersji |
| 2013 | brak polskiej wersji | Ants                              | 1 sierpnia 2013    | Cavendish Square      | brak polskiej wersji | brak polskiej wersji |
| 2013 | brak polskiej wersji | Beetles                           | 1 sierpnia 2013    | Cavendish Square      | brak polskiej wersji | brak polskiej wersji |
| 2013 | brak polskiej wersji | Dragonflies                       | 1 sierpnia 2013    | Cavendish Square      | brak polskiej wersji | brak polskiej wersji |
| 2013 | brak polskiej wersji | Grasshoppers                      | 1 sierpnia 2013    | Cavendish Square      | brak polskiej wersji | brak polskiej wersji |
| 2013 | brak polskiej wersji | Slugs, Snails, and Worms          | 1 sierpnia 2013    | Cavendish Square      | brak polskiej wersji | brak polskiej wersji |
| 2014 | brak polskiej wersji | Animal Physical Therapist         | 1 stycznia 2014    | Cavendish Square      | brak polskiej wersji | brak polskiej wersji |
| 2014 | brak polskiej wersji | Animal Trainer                    | 1 stycznia 2014    | Cavendish Square      | brak polskiej wersji | brak polskiej wersji |
| 2014 | brak polskiej wersji | Veterinarian                      | 1 stycznia 2014    | Cavendish Square      | brak polskiej wersji | brak polskiej wersji |
| 2014 | brak polskiej wersji | Wildlife Conservationist          | 1 stycznia 2014    | Cavendish Square      | brak polskiej wersji | brak polskiej wersji |
| 2014 | brak polskiej wersji | What Is Poetry?                   | 1 sierpnia 2014    | Lerner Classroom      | brak polskiej wersji | brak polskiej wersji |
| 2014 | brak polskiej wersji | Christmas                         | 1 września 2014    | Scholastic            | brak polskiej wersji | brak polskiej wersji |
| 2014 | brak polskiej wersji | Valentine's Day                   | 1 września 2014    | Scholastic            | brak polskiej wersji | brak polskiej wersji |
| 2016 | brak polskiej wersji | Birthday Crafts                   | 1 sierpnia 2016    | Child's World         | brak polskiej wersji | brak polskiej wersji |
| 2016 | brak polskiej wersji | Mother’s Day Crafts               | 1 sierpnia 2016    | Child's World         | brak polskiej wersji | brak polskiej wersji |

## Nagrody i nominacje
| Rok                             | Nagroda lub wyróżnienie             | Kategoria             | Tytułem                            | Wynik     |
| ------------------------------- | ----------------------------------- | --------------------- | ---------------------------------- | --------- |
| 2021                            | Kids Book Choice Award              | N/A                   | Wydmy Gwiaździste                  | Nominacja |
| 2021                            | Sasquatch Book Award                | N/A                   | Tajemnica Mgławicy                 | Nominacja |
| 2021                            | Massachusetts Children's Book Award | N/A                   | Tajemnica Mgławicy                 | Nominacja |
| 2020                            | Massachusetts Children's Book Award | N/A                   | Tajemnica Mgławicy                 | Nominacja |
| The Best Kids Books: March 2020 | Wydmy Gwiaździste                   | N/A                   | Wygrana                            |           |
| Washington State Book Award     | Sokole Pióro                        | N/A                   | Finał                              |           |
| 2018                            | Selekcja Costco                     | N/A                   | Tajemnica Mgławicy                 | Wygrana   |
| 2018                            | Selekcja Scholastic Book Club       | N/A                   | Tajemnica Mgławicy                 | Wygrana   |
| 2018                            | Barnes and Noble's Best Books       | Best Young Readers    | Akademia Odkrywców                 | Nominacja |
| 2018                            | Amazon's Editors' Gift Picks        | Readers Grades 4 to 6 | Akademia Odkrywców                 | Wygrana   |
| 2018                            | Selekcja Amazon Prime Book Box      | N/A                   | Akademia Odkrywców                 | Wygrana   |
| 2013                            | Selekcja Junior Library Guild       | N/A                   | Backyard Safari                    | Wygrana   |
| 2012                            | Maud Hart Lovelace Book Award       | N/A                   | No Girls Allowed (Dogs Okay)       | Nominacja |
| 2009                            | Selekcja Scholastic Book Club       | N/A                   | No Girls Allowed (Dogs Okay)       | Wygrana   |
| 2009                            | Garden State Book Award             | N/A                   | Miss Independent                   | Nominacja |
| 2007                            | Selekcja Scholastic Book Club       | N/A                   | What I Really Want to do is Direct | Wygrana   |